# Distrito de Santa Ana (El Salvador)

Municipios del Distrito de Santa Ana enumerados de acorde al artículo.

El Distrito de Santa Ana es uno de los tres distritos en que se dividía originalmente el departamento de Santa Ana, en El Salvador. Fue creado en 1786, perteneciendo a la Intendencia de San Salvador.
El Distrito de Santa Ana estaba formado por los siguientes municipios:
1. Santa Ana
2. Texistepeque
3. Coatepeque y
4. El Congo

A partir de la década de 1940, los distritos empezarían a perder significación práctica, siendo en las décadas siguientes olvidados en la definición de nuevas unidades territoriales; pasando a comprender la organización del país únicamente dos niveles,  el departamental y el municipal.
Para el año 2023, se realiza una reestructuración de los municipios restaurando el sistema distrital únicamente como una división auxiliar al municipal. Con base en estas reformas el antiguo Distrito de Santa Ana es desintegrado y pasa a comprender únicamente los límites territoriales de la ciudad de Santa Ana además de ser el único distrito de la nueva Municipalidad de Santa Ana Centro. En el caso, de la antigua Municipalidad de Texistepeque es convertida a distrito e integra el Municipio de Santa Ana Norte; mientras que Coatepeque y El Congo (ahora distritos) se integran y conforman la Alcaldía de Santa Ana Este.